# پیر آووی
پیر آووی (به لاتین: Pierre Avoi) یک کوه در سوئیس است که در کانتون وله واقع شده‌است. پیر آووی ۲٬۴۷۳ متر بالاتر از سطح دریا واقع شده‌است.